# Прецесія

Прецесія осі обертання дзиґи

Прецесія (P) та нутація (N)
тіла, що обертається

Преце́сія (лат. precessio — «випередження») — повільне (у порівнянні з періодом обертання тіла) зміщення осі обертання по конусу.
Наприклад, в астрономії — повільне обертання земної осі.
Вісь цього конуса перпендикулярна до площини земної орбіти, а кут між віссю й твірною конуса дорівнює приблизно 23°5'. Період прецесії для Землі (платонівський рік) становить 25 796±2,5 років. Внаслідок прецесії точка весняного рівнодення рухається екліптикою назустріч уявному річному рухові Сонця (випередження рівнодення), долаючи 50,29" на рік, полюси світу зсуваються між зорями, екваторіальні координати зір поступово змінюються.

## Без крутного моменту
Прецесія без крутного моменту означає, що до тіла не прикладається зовнішній момент (крутний момент). У безмоментній прецесії кутовий момент є постійним, але вектор кутової швидкості змінює орієнтацію з часом. Це робить можливим змінний у часі момент інерції, або, точніше, змінну в часі матрицю інерції. Матриця інерції складається з моментів інерції тіла, розрахованих відносно окремих координатних осей (наприклад, x, y, z). Якщо об’єкт асиметричний щодо своєї головної осі обертання, момент інерції щодо кожного напрямку координат змінюватиметься з часом, зберігаючи кутовий момент. У результаті компонент кутових швидкостей тіла навколо кожної осі змінюватиметься обернено пропорційно моменту інерції кожної осі. Швидкість прецесії без крутного моменту об’єкта з віссю симетрії, наприклад диска, що обертається навколо осі, не суміщеної з цією віссю симетрії, можна розрахувати таким чином: 
{\displaystyle {\boldsymbol {\omega }}_{\mathrm {p} }={\frac {{\boldsymbol {I}}_{\mathrm {s} }{\boldsymbol {\omega }}_{\mathrm {s} }}{{\boldsymbol {I}}_{\mathrm {p} }\cos({\boldsymbol {\alpha }})}}}
де ω p — швидкість прецесії, ω s — швидкість обертання навколо осі симетрії, I s — момент інерції відносно осі симетрії, I p — момент інерції відносно будь-якої з двох інших рівних перпендикулярних головних осей, α – кут між напрямком моменту інерції та віссю симетрії. 
Коли об’єкт не є ідеально твердим, внутрішні вихори прагнуть пом’якшити прецесію без крутного моменту, і вісь обертання вирівняється з однією з осей інерції тіла.
Для загального твердого об’єкта без будь-якої осі симетрії, еволюція орієнтації об’єкта, представлена (наприклад) матрицею обертання R, яка перетворює внутрішні координати на зовнішні, може бути чисельно змодельована. Враховуючи фіксований внутрішній тензор моменту інерції об’єкта I 0 та фіксований зовнішній кутовий момент L, миттєва кутова швидкість становить
I0 and fixed external angular momentum L, the instantaneous angular velocity is
{\displaystyle {\boldsymbol {\omega }}\left({\boldsymbol {R}}\right)={\boldsymbol {R}}{\boldsymbol {I}}_{0}^{-1}{\boldsymbol {R}}^{T}{\boldsymbol {L}}}
Прецесія відбувається шляхом багаторазового перерахунку ω і застосування невеликого вектора обертання ω dt протягом короткого часу dt, наприклад:
{\displaystyle {\boldsymbol {R}}_{\text{new}}=\exp \left(\left[{\boldsymbol {\omega }}\left({\boldsymbol {R}}_{\text{old}}\right)\right]_{\times }dt\right){\boldsymbol {R}}_{\text{old}}}
для кососиметричної матриці [ ω ] × . Помилки, викликані кінцевими кроками в часі, мають тенденцію до збільшення кінетичної енергії обертання:
{\displaystyle E\left({\boldsymbol {R}}\right)={\boldsymbol {\omega }}\left({\boldsymbol {R}}\right)\cdot {\frac {\boldsymbol {L}}{2}}}
Цій нефізичній тенденції можна протидіяти, багаторазово застосовуючи невеликий вектор обертання v, перпендикулярний як до ω, так і до L, зауваживши, що
ω and L, noting that
{\displaystyle E\left(\exp \left(\left[{\boldsymbol {v}}\right]_{\times }\right){\boldsymbol {R}}\right)\approx E\left({\boldsymbol {R}}\right)+\left({\boldsymbol {\omega }}\left({\boldsymbol {R}}\right)\times {\boldsymbol {L}}\right)\cdot {\boldsymbol {v}}}

## Прецесія, індукована крутним моментом
Прецесія, викликана крутним моментом (гіроскопічна прецесія) — явище, при якому вісь обертового об’єкта (наприклад, гіроскопа) описує конус у просторі, коли до нього прикладено зовнішній крутний момент. Це явище зазвичай спостерігається у верхньої частини іграшки, але всі об’єкти, що обертаються, можуть зазнавати прецесії. Якщо швидкість обертання та величина зовнішнього крутного моменту постійні, вісь обертання рухатиметься під прямим кутом до напрямку, який інтуїтивно випливає з зовнішнього крутного моменту. У випадку верхньої частини іграшки її вага діє вниз від її центр мас і нормальна сила (реакція) землі тисне на нього в точці контакту з опорою. Ці дві протилежні сили створюють крутний момент, який викликає прецесію вершини. 

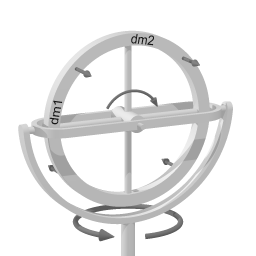
Реакція обертової системи на прикладений крутний момент. Коли пристрій повертається та додається певний крен, колесо має тенденцію до нахилу

Пристрій, зображений праворуч (або вище на мобільних пристроях), встановлено на підвісі. Зсередини назовні є три осі обертання: втулка колеса, вісь кардана та вертикальний шарнір. Щоб розрізняти дві горизонтальні осі, обертання навколо втулки колеса буде називатися обертанням, а обертання навколо осі карданного підвісу буде називатися киванням. Обертання навколо вертикальної осі повороту називається обертанням. Уявіть, що весь пристрій обертається навколо (вертикальної) поворотної осі. Потім додається обертання колеса (навколо втулки). Уявіть, що вісь кардана заблокована, щоб колесо не могло відхилятися. Вісь кардана має датчики, які вимірюють, чи існує крутний момент навколо осі кардана. На малюнку ділянку колеса названо dm 1. У зображений момент часу ділянка dm 1 перебуває на периметрі обертального руху навколо (вертикальної) осі повороту. Таким чином, секція dm 1 має велику кутову швидкість обертання відносно обертання навколо осі повороту, і, оскільки dm 1 наближається до осі повороту (через подальше обертання колеса), через ефект Коріоліса, по відношенню до вертикальної осі повороту, має тенденцію рухатися в напрямку верхньої лівої стрілки на діаграмі (показано під кутом 45°) у напрямку обертання навколо осі повороту. Ділянка dm 2 колеса віддаляється від осі повороту, тому сила (знову сила Коріоліса) діє в тому ж напрямку, що й у випадку dm 1. Зверніть увагу, що обидві стрілки вказують в одному напрямку. Те саме міркування стосується нижньої половини колеса, але там стрілки вказують у протилежному напрямку, ніж верхні стрілки. У сукупності по всьому колесу існує крутний момент навколо осі карданного підвісу, коли обертання додається до обертання навколо вертикальної осі.
Важливо відзначити, що крутний момент навколо осі кардана виникає без затримки, відповідь миттєва. У наведеному вище обговоренні налаштування було збережено незмінним завдяки запобіганню відхилення навколо осі карданного підвісу. У випадку з дзиґою, коли вона починає нахилятися, гравітація створює обертовий момент. Однак замість того, щоб перекинутися, дзиґа лише трохи нахиляється. Цей хитаючий рух переорієнтує дзиґу відповідно до крутного моменту, який прикладається. Результат полягає в тому, що крутний момент, який створюється силою тяжіння – через кивовий рух – викликає гіроскопічну прецесію (яка, у свою чергу, дає протилежний крутний момент проти сили тяжіння), а не змушує дзигу падати на бік. Прецесія або гіроскопічні міркування впливають на характеристики велосипеда на високій швидкості. Прецесія також є механізмом гірокомпасів .

## Астрономія
В астрономії прецесія стосується до будь-яких повільних і безперервних змін осі обертання або орбітального шляху астрономічного тіла, викликаних гравітацією. Прецесія рівнодення, прецесія перигелію, зміни нахилу осі Землі до її орбіти та ексцентриситет її орбіти протягом десятків тисяч років є важливими частинами астрономічної теорії льодовикових періодів. (Див. Цикли Міланковича).
Земля має кілька особливостей свого обертання: 
- довкола своєї вісі;
- навколо Сонця;
- траєкторією екліптики в колі зодіаку разом з

Сонцем й усією Сонячною системою;
- вісь нашої планети протягом

надзвичайно тривалого часу, приблизно 26 тисяч років, 
здійснює конусоподібний оберт у 360º, головуючим сузір’ям зодіаку (тобто тим, у яке «входить» Сонце на момент весняного рівнодення) опиняється по черзі кожне з 12-ти зодіакальних сузір’їв, приблизно через кожні 2160 років. Причому «порядок слідування» зодіакальних сузір’їв у прецесійному циклі є протилежним до послідовності сузір’їв, у які входить Сонце, здійснюючи свій річний оберт у площині екліптики.
Явище прецесії відкрив Гіппарх (II ст. до н.е.) З погляду механіки його вперше пояснив Ньютон (1657 року).

### Осьова прецесія (прецесія рівнодення)
Прецесійне переміщення осі (ліворуч), прецесія рівнодення по відношенню до далеких зірок (посередині) і шлях північного небесного полюса серед зірок внаслідок прецесії. Вега — яскрава зірка внизу (праворуч):
Осьова прецесія — це переміщення осі обертання астрономічного тіла, при якому вісь повільно виходить за конус. У випадку Землі цей тип прецесії також відомий як прецесія рівнодення, місячно-сонячна прецесія або прецесія екватора. Земля проходить один такий повний прецесійний цикл протягом приблизно 26 000 років або 1° - кожні 72 роки, протягом якого положення зірок повільно змінюватимуться як в екваторіальних координатах, так і в екліптичній довготі. Протягом цього циклу північний осьовий полюс Землі переміщується з того місця, де він є зараз, в межах 1° від Полярної зірки, по колу навколо полюса екліптики, з кутовим радіусом приблизно 23,5°.
Давньогрецький астроном Гіппарх (бл. 190–120 рр. до н. е.) вважається першим відомим астрономом, який дослідив прецесію рівнодення приблизно на 1° на століття (що не так далеко від фактичного значення, 1,38 °). Пізніше прецесія земної осі була пояснена фізикою Ньютона. Будучи сплющеним сфероїдом , Земля має несферичну форму, сплющену на екваторах. Гравітаційні припливні сили Місяця і Сонця прикладають крутний момент до екватора, намагаючись втягнути екваторіальну опуклість у площину екліптики, але натомість викликають її прецесію. Крутний момент планет, зокрема Юпітера, також відіграє певну роль.

### Апсидальна прецесія

Перигелій, апсидальна прецесія

Орбіти планет навколо Сонця насправді не слідують кожного разу за ідентичним еліпсом, а окреслюють форму пелюстки квітки, оскільки велика вісь еліптичної орбіти кожної планети також прецесує в її орбітальній площині, частково у відповідь на збурення форми мінливих сил тяжіння інших планет. Це називається прецесією перигелію або апсидальною прецесією.
На додатковому зображенні показано апсидальну прецесію Землі. Коли Земля рухається навколо Сонця, її еліптична орбіта поступово обертається з часом. Ексцентриситет його еліпса та швидкість прецесії його орбіти перебільшені для візуалізації. Більшість орбіт у Сонячній системі мають значно менший ексцентриситет і прецесують із набагато меншою швидкістю, що робить їх майже круговими та майже стаціонарними.

### Вузлова прецесія
Вузлова прецесія — прецесія площини орбіти супутника навколо осі обертання астрономічного тіла, наприклад. Зумовлена несферичною природою тіла, що обертається, створює неоднорідне гравітаційне поле. Наступне обговорення стосується низькоорбітальних штучних супутників, які не мають вимірного впливу на рух Землі. Вузлова прецесія більш масивних природних супутників, таких як Місяць, є більш складною.
Навколо сферичного тіла орбітальна площина залишалася б нерухомою в просторі навколо гравітаційного первинного тіла. Однак більшість тіл обертаються, що викликає екваторіальну опуклість. Ця опуклість створює гравітаційний ефект, який змушує орбіти прецесувати навколо осі обертання основного тіла.
Напрямок прецесії протилежний напрямку "of revolution". Для типової прямої орбіти навколо Землі (тобто в напрямку обертання основного тіла) довгота висхідного вузла зменшується, тобто вузол прецесує на захід. Якщо орбіта ретроградна, це збільшує довготу висхідного вузла, тобто вузол прецесує на схід. Ця вузлова прогресія дозволяє геліосинхронним орбітам підтримувати майже постійний кут відносно Сонця.